# الفزع (قبيلة)
قبيلة الفَزَعَ هي قبيلة شهرانية خثعمية، وقبيلة عربية من قبائل شمران وتعتبر قبيلة الفزع هيا من القبائل التي حكمت الاندلس وحكمت في الشام وفي شبة الجزيرة العربية وكان لها نصيب كبير في الفتوحات الاسلامية ومنهم الصحابي أبو زرعة الفزعي والصحابي الجليل أبي رويحة الفزعي الذين اخرجو أكثر من حديث.
ديار هذه القبيلة هيا تبالة في منطقة عسير ذكر ابن الكلبي أن تبالة سميت بتبالة بنت مدين بن إبراهيم، وقال ياقوت أن تبالة سميت بتبالة بنت مكنف من العماليق مما جعل لتبالة أهمية هو احتضانها لـ صنم ذي الخلصة.

## دخول الفزع في الإسلام
دخلت قبيلة الفزع في الإسلام سنة 9 هـ، ارسل النبي محمد الصحابي قطبة بن عامر  الذي كان سبباً في نزول اية:﴿يَسْأَلُونَكَ عَنِ الْأَهِلَّةِ قُلْ هِيَ مَوَاقِيتُ لِلنَّاسِ وَالْحَجِّ وَلَيْسَ الْبِرُّ بِأَنْ تَأْتُوا الْبُيُوتَ مِنْ ظُهُورِهَا وَلَكِنَّ الْبِرَّ مَنِ اتَّقَى وَأْتُوا الْبُيُوتَ مِنْ أَبْوَابِهَا وَاتَّقُوا اللَّهَ لَعَلَّكُمْ تُفْلِحُونَ ۝١٨٩﴾ [البقرة:189]، وبعث الرسول في سرية قطبة بن عامر معه عشرين رجلا وأمره أن يشن الغارة عليهم في ديار الفزع تبالة «، أي يفرقهم من كل فاقتتلوا قتالا شديدا حتى كثر الجرحى في الفريقين جميعا، وقتل قطبة من قتل، وساقوا النعم والشاء والنساء إلى المدينة، وكانت سهامهم أربعة أبعرة، والبعير يعدل بعشرة من الغنم بعد أن أخرج الخمس. وجه، قال ابن سعد: فخرجوا على عشرة أبعرة يعتقبونها، فأخذوا رجلًا فسألوه، فاستعجم عليهم، أي سكت، ولم يعلمهم بالأمر فجعل يصيح بالحاضر، ويحذرهم، فضربوا عنقه، ثم أقاموا حتى نام الحاضر فشنوا عليهم الغارة،» فاقتتلوا قتالا شديدا حتى كثر الجرحى في الفريقين جميعا«المسلمين والمشركين،» وقتل قطبة من قتل، وساقوا النعم والشاء والنساء إلى المدينة«. قال ابن سعد: فجاء سيل، فحال بينهم وبينه، فما يجدون إليه سبيلًا،» وكانت سهامهم أربعة أبعرة، والبعير يعدل بعشرة من الغنم بعد أن أخرج الخمس.
ودخلت الفزع في الإسلام مبكراً وكان منها كثير من الصحابة الذين قالو أحاديث الرسول مثل حديث أبو زرعة الفزعي الرمالي أخرجه ابن طرخان، فِي وحدان الصحابة.روى يَحْيَى بن الأصبع بن مهران الفزعي، حَدَّثَنِي حرام بن عبد الرحمن، عن أبي زرعة الفزعي، ثُمَّ الرمالي: «أن النَّبِيّ صَلَّى اللَّهُ عَلَيْهِ وَسَلَّمَ عقد لَهُ راية رقعة بيضاء ذراعا فِي ذراع».أخرجه أبو موسى.
ومنهم الصحابي ابي رويحة الفزعي
قَالَ: وَحَدَّثَنِي إِسْحَاقُ بْنُ سُوَيْدٍ قَالَ:، ثَنَا أَيُّوبُ بْنُ عَبْدِ الرَّحْمَنِ الْخَثْعَمِيُّ قَالَ: حَدَّثَنِي عَبْدُ الْجَبَّارِ بْنُ مُحْرِزٍ أَبُو عَبْدِ اللَّهِ، عَنْ أَبِيهِ، عَنْ جَدِّهِ عَنْ أَبِي رُوَيْحَةَ الْفَزَعِيِّ قَالَ: رَأَيْتُ النَّبِيَّ صَلَّى اللهُ عَلَيْهِ وَسَلَّمَ فَعَقَدَ لِي لِوَاءً وَقَالَ: «اخْرُجْ فَنَادِ مَنْ دَخَلَ تَحْتَ رَايَةِ أَبِي رُوَيْحَةَ فَهُوَ آمِنٌ». سَمِعْتُ مُوسَى بْنَ سَهْلٍ يَقُولُ: «أَبُو رُوَيْحَةَ الْفَزَعِيُّ مِنْ خَثْعَمَ وَاسْمُهُ: رَبِيعَةُ بْنُ السَّكَنِ»
يقال: اسم أبي رويحة: عبد الله بن عبد الرحمن، عداده فِي الشاميين، قاله أبو عمر، وأخرجه هُوَ وَأَبُو موسى.
قلت: قد أخرج أبو موسى هَذِه الترجمة بعد الأولى التي فيها أبو رويحة أخو بلال، ولم ينسبه، فلا شك أَنَّهُ ظنهما اثنين، حَيْثُ رأى فِي تِلْكَ أخو بلال، ولم ينسب إلى قبيلة، وفيها أنهما قالا بخولان: كنا عبدين فأعتقنا الله عَزَّ وَجَلَّ ورأى فِي هَذِه نسبا إلى قبيلة وهي خثعم، ولم ير فيها أَنَّهُ أخو بلال، فظنهما اثنين، وهما واحد، ويكون منسوبا إلى خثعم بالولاء، وقد روى أبو موسى فِي ترجمة أبي رويحة، أخي بلال: أن بلالا لِمَا أذن لَهُ عمر أن يقيم بالشام، قَالَ: وأخي أبو رويحة الَّذِي آخى رسول الله صَلَّى اللَّهُ عَلَيْهِ وَسَلَّمَ بيني وبينه؟ فدل بهذا أَنَّهُ لَيْسَ أخا فِي النسب، وقوله فِي هَذِه الترجمة: أن رسول الله صَلَّى اللَّهُ عَلَيْهِ وَسَلَّمَ آخى بينه وبين بلال، فدل هَذَا عَلَى أنهما واحد.

## النسب
جميع أقسام قبيلة الفزع في يومنا الحالي في عتاد قبائل شمران ولكن قيل ان الفزع هم أبناء خثعم ولكن دخلو في شمران بالحلف مع العلم ان بعض أقسام الحلف من شمران وبعضهم من خثعم حيث ينقسمون الى عدة أقسام :
1. الفزع بن شهران بن عفرس بن حلف بن خثعم بن أنمار بن سبأ وولد لـ الفزع بن شهران: غنما وحرباً ومالكا وولد لـ غنم بن الفزع: قطيعة ومالك وصعباًوولد لـ قطيعة بن غنم: أود ورمال «وهو أنس الله» وأوس وهما المصعبان أو (المصعبين) ومالك. وولد لـ مالك بن غنم: واهب، وجشم[3]
2. البطنين من الفزع وال رفيع وهم أبناء روح بن مدرك بن عبد الحميد بن مدرك شمران بن يزيد بن حرب بن علة بن جلد بن مذحج بن (مالك) بن أدد بن زيد بن عمرو بن عريب بن زيد بن كهلان بن سبأ، قبيلة جنب كانت متزعمةً قبائل مذحج، وكان الملك في قبيلة الحارث من بني منبه المذحجية التي هي الآن في عداد شهران، وقد قال الهمداني عندما لجئ المهلل إلى قبيلة جنب ليحتمي بها انما لجئ إلى منبه في جنب، وتزوج معاوية الخير وهو ملك جنب في زمانه بابنة المهلل ليلى واشتهرت باسم عبيدة لسمار بشرتها، وانجبت من معاوية الخير أربعة أبناء وهم أبناء عبيدة قبيلة قحطان الحالية المعاصرة وهم أبناء عمومة لشمران وااخوان أبناء روح من الام، ثم مات عنها معاوية وبعده آل الملك إلى قبيلة شمران وكان زعيمها انذاك هو روح بن مدرك بن شمران فهو ملك جنب وسيدها، وتزوج الملك روح بإبنة المهلل وانجب منها البطنين ومنهم   ال رفيع أو ال (بن روح) بالروحاء
3. بني سهم من الفزع وهم من سهم القرشية وكان لمحمد بن هشام السهمي القرشي مزارع في تبالة ذكِر في كتاب صفة جزيرة العرب

"أكثر ساكن المراغة قريش و بها حصنان احدهما القرن مخزومي و الثاني البرقه سهمي
و ذكر في كتاب ( سيرة الامام المنصور بالله القاسم بن علي العلياني 📜 )
"تبالة قرية يقال لها بُرقة ( المذكورة سابقا ) فنزل بها تلك الليلة …و أهلها بنو مخزوم و بنو سهم من قريش"
٣٩٣ هـ
وقد توسطوا تبالة وهم من قريش نسبًا وفي عداد قبائل شمران الآن
''' يقول الهمداني عن تبالة وساكنيها في صفة جزيرة العرب ص٢٥٨
(لبردان قليب بتبالة طيب الماء عذبه، وكذلك تبالة قرية فيها التجار، وإليها الجهاز، وكان فيها نخيل وغيل، وكان أكثر ساكنها من قريش، فخربتها البادية).

## قبيلة الفزع في الاندلس
شاركت قبيلة الفزع في الفتح الإسلامي للأندلس كانوا مع الجيش الفاتح الذين فتح الله على أيديهم البلاد وسكنوا وحكمو بها ومنهم أمير ووالي الاندلس عثمان بن أبي نسعة الفزعي قال بن حزم ولي الاندلس ولد بشذونة وهيا دار خثعم في الاندلس بعثه مروان بن محمد الجعدىّ، هو والكوثر ابن الأسود القنوىّ في جيش إلى الأسود بن نافع بن أبى عبيدة، لمّا سوّد بالإسكندرية، ودعا إلى بنى العباس، فهزما الأسود بن نافع، وهرب منهما، وتقول بعض المصادر ان منوسة الزعيم البربري في المصادر الأجنبية هو عثمان بن ابي نسعة، ولكن تحريف في لقبة وديار الفزع ف الاندلس هيا شذونة.

## ديار الفَزَعَ
ديار الفزع هيا تبالة ومن الاوديه المشهوره في تبالة الفزع وادي الحفيا وسروم وارناح وشعب وتبالة إحدى مراكز محافظة بيشة تسكن تبالة هم الفزع وهيا من المناطق التي تحتوي على النقوش الصخرية وهيا إحدى المناطق التي عاصرت جميع العصور القديمة حيث قيل ذكر ابن الكلبي أن تبالة سميت بتبالة بنت مدين بن إبراهيم، وقال ياقوت أن تبالة سميت بتبالة بنت مكنف من العماليق.

### صنم ذي الخلصة[5]
مما جعل لتبالة أهمية هو احتضانها لـ صنم ذي الخلصة هي كعبة بها صنم كانت تعبدها وتحج إليها العرب في الجاهلية كما كانت الناس تقصد هذا الصنم لاستطلاع الغيب عن طريق الأزلام أي ضرب القداح داخل كعبته كما كان يفعل عند الصنم هُبَل في كعبة مكّة من القبائل التي كانت تحج وتعظم ذا الخلصة قبائل دوسوبجيلة وخثعم وأزد السراة وبنو الحارث بن كعب وجرهموزبيد والغوث بن مر بن أد وبنو هلال. لما فتح رسول الله مكة وأسلمت العرب ووفدت عليه وفودها، في حدود السّنة العاشرة للهجرة قدم عليه جرير بن عبد الله مسلماً، فعرض عليه رسول الله مهمة هدم الكعبة اليمانية بيت الإله ذي الخلصة، فوافق وخرج حتى أتى بني أحمس من بجيلة فسار بهم إلى خثعم وقتل مائتين من بني قحافة بن عامر بن خثعم، بعد أن خاض البجلي وجماعته قتال شديد ضد قبائل خثعم وباهلة التي كانت تدافع عن معبدها، فظفر بهم وهزمهم وهدم بنيان ذي الخلصة وأضرم فيه النار. وقتل من فيه من حراس وسدنته.
قصر الثغر المعروف حاليًا بـقصر (الأمير شعلان بن صالح الفزعي الشمراني)
قصر أثري وهو قصر الثغر يقع وسط بلدة تبالة، ويحيط بالقصر من جهة الشمال قرية البطنين وقرية بني خناس، ومن الجنوب الغربي قرية المصعبين، وهي أكبر القرى الثلاث بعد الهزيمة في معركة بسل ذهب محمد علي باشا بنفسه وعساكره حاصرو شعلان بن صالح في قصرة قصر الثغر أو قصر شعلان بن صالح في بيشة تحديداً تبالة واستمرت المعركة فترة أربع إلى ثلاث ليالي وبعدها الجيش العثماني اعطى شعلان بن صالح الامان عليه وعلى جنوده وعلى امواله حيث غدر فيه محمد علي باشا وتوفي شعلان بن صالح ومعه مئة فارس شمراني عام ١٢٣٠هـ.

### اشعار العرب
- يقول الشاعر امرؤ القيس:

| هما ظبيتان من ظباء تبالة |  | على جؤذرين أو كبعض دمي هكر |

- قال الزير سالم:

| أطلبُ اليومَ في تبالةَ صفواً |  | و بهرجاب بات حملي ثقيلا |

- قال مالك بن زعبة الباهلي:

| عليهن أدم من ظباء تبالة |  | خوارج من تحت الخدور نحورها |

- قال القتال الكلابي:

| وما مغزل ترعى بأرض تبالة    |  | أراكا وسدرا ناعما ما ينالها |
| وترعى بها البردين ثم مقيلها |  | غياطل ملتج عليها ظلالها     |

- قال أوس بن حجر:

| بكيتم على الصلح الرماح ومنكم |  | بذي الرمث من وادي تبالة مقنب |

- قال لبيد بن ربيعة العامري:

| فالضيف والجار الجنيب كأنما |  | هبطا تبالة مخصباً أهضامها |

- قال طرفة بن العبد:

| أرى منظراً منها بوادي تبالة |  | كأن عليه الزاد كالمقر أو أمر |

- قال القاسم بن عمرو:

| ألا ليت شعري هل أدوسنا بالقنا |  | تبالة أو نجران قبل مماتي |
| وهل أصبحن الحارثين كليهما     |  | بسم زعاف يقطع اللهواتي   |

- [7] قال عمرو بن معدي بن يكرب فارس مذحج:

| أأغزو رجال بني مازن |  | ببطن تبالة أو ارقد |

- قال الشنفرى:

| قتيلاً فخارٍ أنتما إن قُلتُما |  | بجنب دحيس أو تبالة تسمعا |

## اعلام وصحابة
1. الصحابي الجليل أبي رويحة الفزعي الذي آخى الرسول صلى اله عليه وسلم بينه وبين بلال وهو: سكن بن ربيعة بن الحارث بن مالك بن صعب بن مالك بن جشم بن أنس الله بن صعب بن غنم بن الفزع .
2. الأمير شعلان بن صالح الفزعي الشمراني وهو حفيد روح بن مدرك بن شمران ملك بني جنب ومذحج في الجاهلية وشعلان من حارب الدولة العثمانية وملكها محمد علي باشا حتى توفي في قصر الثغر
3. أبو نسعة عبد الله بن اياس بن الحارث بن مالك بن صعب بن غنم بن الفزع قال عنه «ابن الكلبي» وقد رأس بالشام .
4. عثمان بن عبدالله بن اياس بن الحارث بن مالك بن صعب بن غنم بن الفزع قال «ابن حزم» ولي الأندلس.
5. عوف بن الأغر بن همام بن الأسر بن عبدالحارث بن واهب بن مالك بن صعب بن غنم بن الفزع أحد العدائين المعروفين بسرعتهم فالجاهلية ذكره «الأصفهاني»
6. الصحابي الجليل أبو زرعة الفزعي الخثعمي أحد بني رمال «أنس الله»
7. كعب بن خريم بن الأقنع بن الديل بن ربيعة بن واهب بن مالك بن أوس اللات بن جشم بن مالك بن الفزع قال عنه «ابن الكلبي» شاعر .
8. الحجاج بن جارية الفزعي الخثعمي
9. حجل بن عمرو الفزعي شاعر فارس في زمنه وهو القائل: بني سليم صدعت شعبكم - وعامراً اقمت في كبد قتلت منهم خيار ساداتهم - وآل نصرٍ قتلت في العدد صقعتهم في اللقاء دامغة - لها يدينون آخر الأبد .
10. عتيبة بن الحراب الفزعي فارسٌ شاعر ذكره " الأمدي
11. حيى بن الأصبع بن مهران الفزعي